# U-Bahnhof Dom/Römer
Dieser Artikel  ist nicht hinreichend mit Belegen (beispielsweise Einzelnachweisen) ausgestattet. Angaben ohne ausreichenden Beleg könnten demnächst entfernt werden. Bitte hilf Wikipedia, indem du die Angaben recherchierst und gute Belege einfügst. Es handelt sich um die Angaben zur D-Ebene. Diese existiert nicht und es gibt keinerlei Infos zur Existenz einer solchen. Die Existenz einer solchen würde bedeuten, dass es eine riesige Halle unterhalb der ohnehin schon tiefen Station gibt, die abseits der "großen" U-Bahn Strecken liegt
Dom/Römer ist ein U-Bahnhof in der Altstadt von Frankfurt am Main. Er liegt auf der B-Strecke der U-Bahn Frankfurt, zwischen den Bahnhöfen Willy-Brandt-Platz und Konstablerwache. Der U-Bahnhof trägt den Namen der beiden bedeutendsten Bauwerke der Altstadt, des mittelalterlichen Rathauses Römer und des Kaiserdoms St. Bartholomäus. Der Bahnhof ging am 26. Mai 1974 unter dem Namen Römer in Betrieb.

## Lage
Der Bahnhof erstreckt sich in Ost-West-Richtung etwa unterhalb der Straße Markt, unmittelbar südlich des ehemaligen Technischen Rathauses. Er hat zwei Ausgänge, der östliche führt zum Westturm des Doms, am nördlichen Rand des Archäologischen Gartens, der westliche führt zur Rotunde am Haupteingang der Kunsthalle Schirn.
Der U-Bahnhof liegt in großer Tiefe unter dem ältesten Frankfurter Siedlungskern. Die mit jeweils 168 Stufen und 13 Meter Förderhöhe längsten Rolltreppen des Frankfurter U-Bahn-Netzes führen vom Domplatz in ein Verteilergeschoss und von dort weiter zur Bahnsteigebene.

## Bau
Die Station wurde zwischen April 1970 und Dezember 1971 im Rohbau errichtet. Während die anschließenden Streckentunnel in bergmännischer Bauweise errichtet wurden, entstanden der Bahnhof und eine sich anschließende große Tiefgarage in Offener Bauweise, das heißt, in einer offenen Baugrube. Wie an diesem Ort zu erwarten war, wurden bei den Bauarbeiten in uraltem Siedlungsboden zahlreiche Funde aus allen Epochen der Stadtgeschichte gemacht. Die Arbeiten wurden deshalb vom Museum für Vor- und Frühgeschichte begleitet.

## Architektur

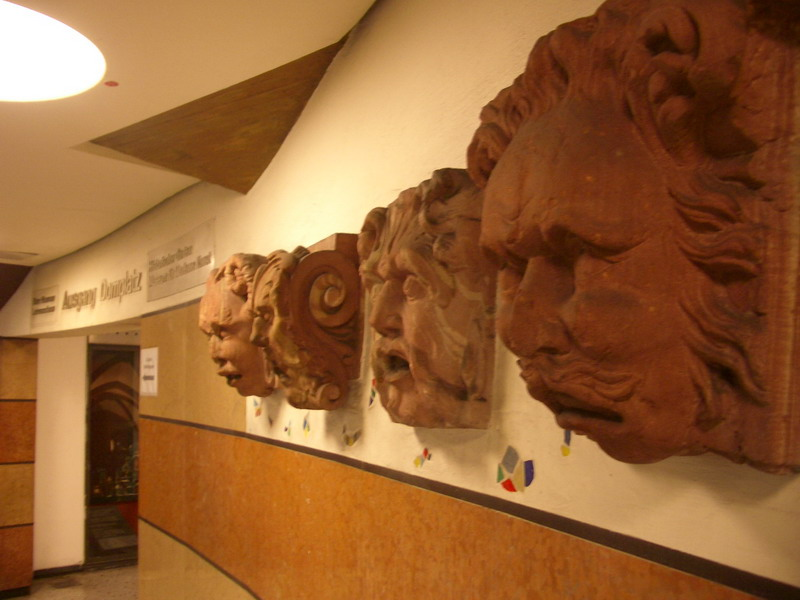
Die Rotunde im Zwischengeschoss

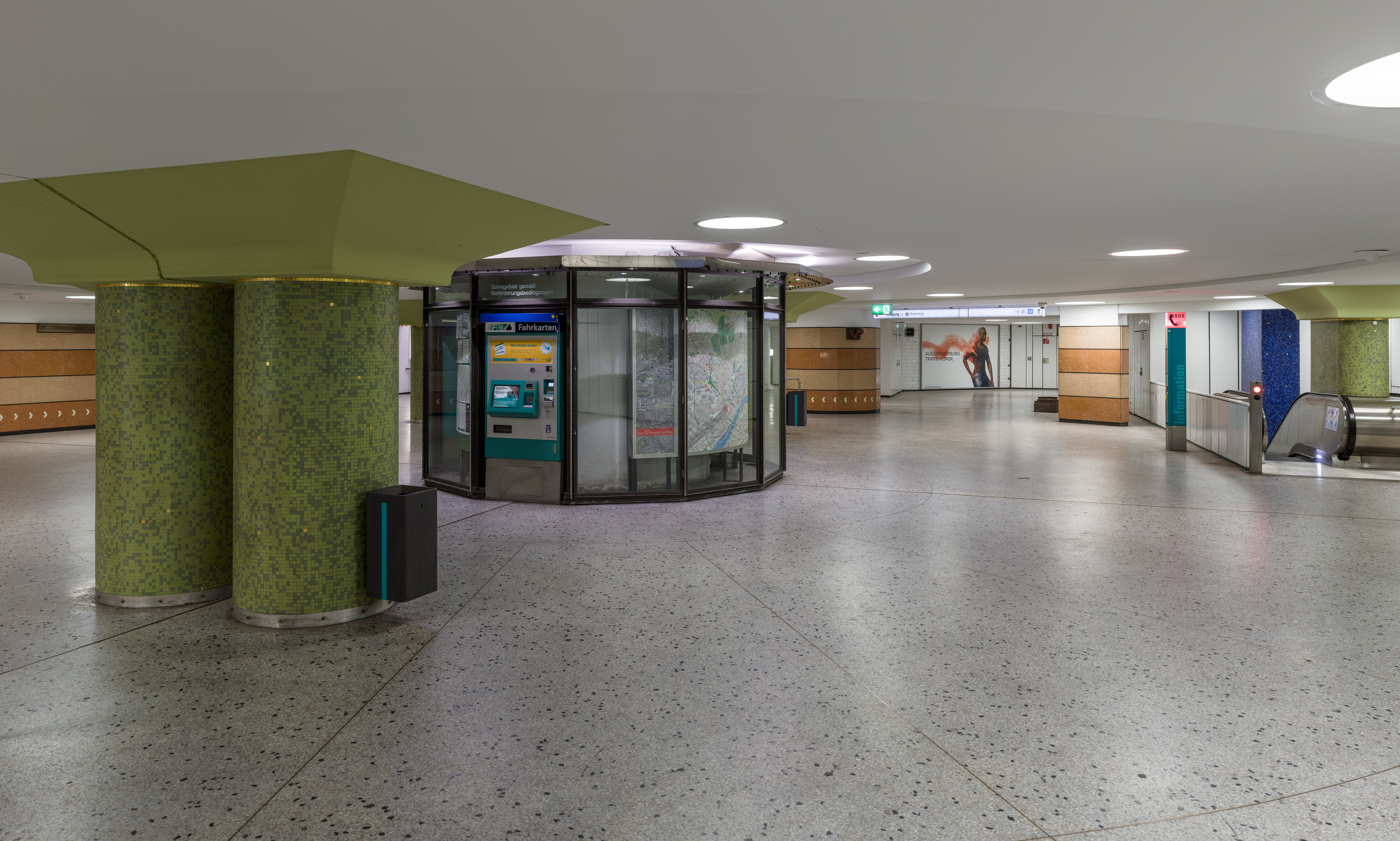
Verteilerebene

Aufgrund der großen Bedeutung des U-Bahnhofs im Herzen der Altstadt sollte die Gestaltung aufwendiger ausfallen als in den bisherigen Frankfurter U-Bahnhöfen. Was angesichts der äußerst schlichten Gestaltung der U-Bahnhöfe der 1968 eröffneten A-Strecke und vor allem im Vergleich zu den gleichzeitig entstandenen, mit Waschbetonplatten verkleideten Stationen Theaterplatz und Konstablerwache als lösbare Aufgabe erschien, wurde nur mit Mühe erreicht. Zwar wurden die Hintergleisflächen der Bahnsteighalle als Reminiszenz an das jahrhundertelang verwendete traditionelle Frankfurter Baumaterial mit Rotem Mainsandstein verkleidet, die zahlreichen Einbauten auf dem Bahnsteig sowie die darüberliegende Verteilerebene erhielten jedoch die bereits von der A-Strecke bekannten Emailtafeln, diesmal in weißer Farbe.
Der Entwurf für den U-Bahnhof stammte von den Architekturbüros Bartsch/Thürwächter/Weber und Meid & Romeick, von denen ersteres auch für das angrenzende Technische Rathaus verantwortlich zeichnete.
Die allgemeine Unzufriedenheit und das verbreitete Unsicherheitsgefühl auf dem aufgrund der vielen Einbauten unübersichtlichen Bahnsteig führte ab 1988, nach nur 14 Jahren Betrieb, zu einem tiefgreifenden Umbau des U-Bahnhofs. Die Bahnsteighalle wurde durch freundlichere Materialien und beleuchtete Elemente aufgewertet. Die Zwischenebene wurde zu einer Rotunde umgebaut, an den Wänden der nun mit Naturstein verkleideten Halle wurden geborgene Spolien aus der 1944 im Zweiten Weltkrieg bei den Luftangriffen auf Frankfurt am Main vernichteten Altstadt angebracht.

## Betrieb

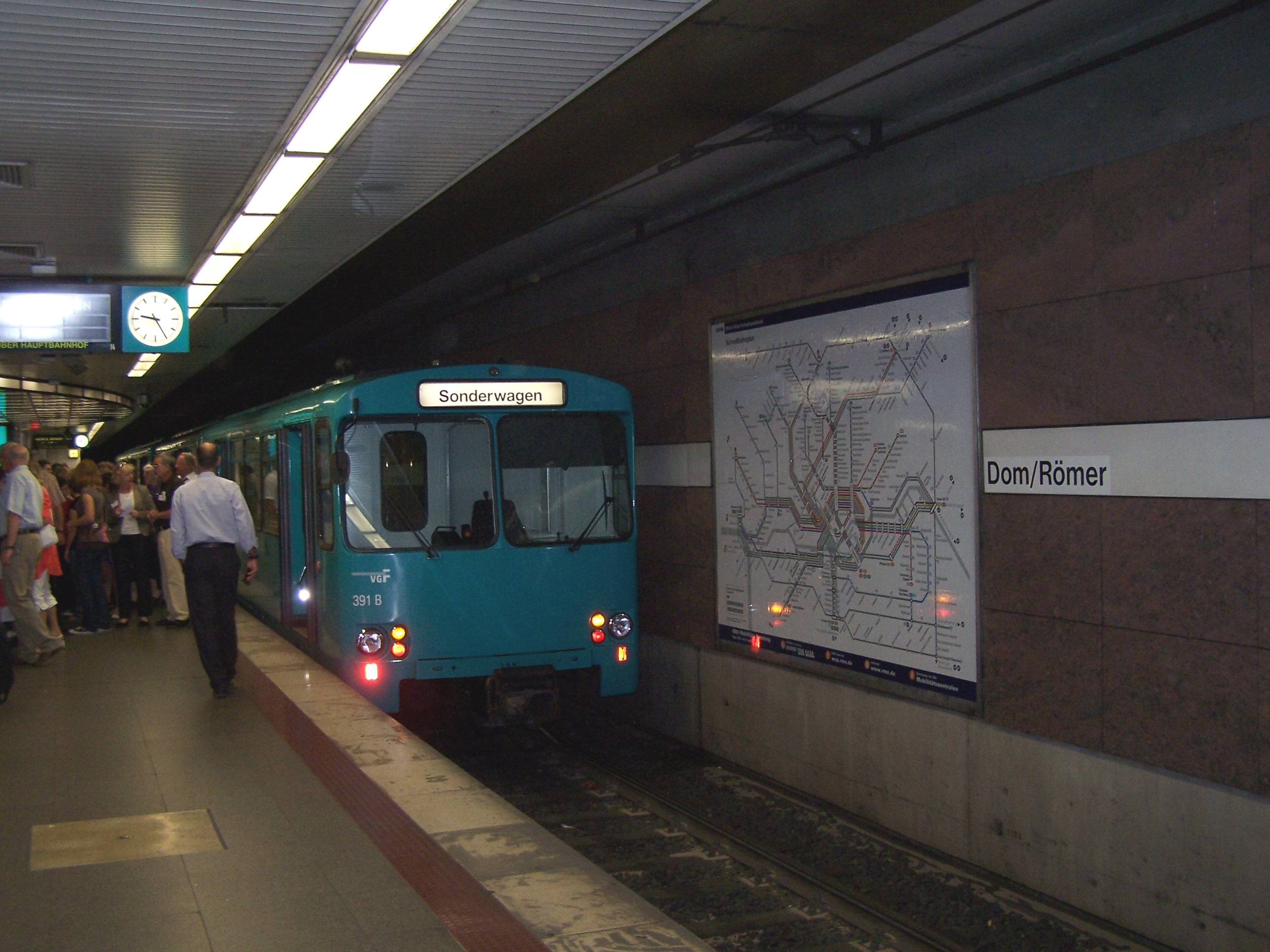
DUEWAG Typ U2, Richtung Hauptbahnhof/Bockenheimer Warte

| Linie | Verlauf | Takt |
| ----- | --- | --- |
| S4    | Bockenheimer Warte – Festhalle/Messe – Hauptbahnhof – Willy-Brandt-Platz – Dom/Römer – Konstablerwache – Merianplatz – Höhenstraße – Bornheim Mitte – Seckbacher Landstraße – Schäfflestraße – Gwinnerstraße – Kruppstraße – Hessen-Center – Enkheim | 7/8 min (Bock. Warte–Seckb. Landstr. werktags) 15 min (Seckb. Landstr.–Enkheim werktags) 10 min (Bock. Warte–Seckb. Landstr. so/feiertags) 20 min (Seckb. Landstr.–Enkheim so/feiertags) |
| S5    | Gymnasium Römerhof (geplant) – Schmidtstr. (geplant) – Wohnpark (geplant) – Europagarten (geplant) – Emser Brücke (in Bau) – Güterplatz (in Bau) – Hauptbahnhof – Willy-Brandt-Platz – Dom/Römer – Konstablerwache – Musterschule – Glauburgstraße – Deutsche Nationalbibliothek – Hauptfriedhof – Marbachweg/Sozialzentrum – Gießener Straße – Theobald-Ziegler-Straße – Ronneburgstraße – Sigmund-Freud-Straße – Preungesheim (in Umbau) – August-Schanz-Str. (in Planung) – Berkersheimer Weg (in Planung) – Frankfurter Berg (in Planung) | 7/8 min (werktags) 5 min (HVZ) 10 min (sonn-/feiertags) |